# Saša Lukić
Saša Lukić (serbisch-kyrillisch Саша Лукић; * 13. August 1996 in Šabac) ist ein serbischer Fußballspieler.

## Karriere

### Verein
Lukić wechselte 2013 aus der U19 von Partizan Belgrad in die 1. Mannschaft. Allerdings wurde er direkt für die Spielzeit 2013/2014 in die 2. serbische Liga (Prva Liga) an den FK Teleoptik Zemun ausgeliehen. Nach Ablauf der Leihe kehrte er im Sommer 2016 zurück und wurde in der Spielzeit 204/2015 serbischer Meister mit Partizan Belgrad. Zudem sammelte Lukić in der Spielzeit 2015/2016, die ersten Erfahrungen im internationalen Bereich. Er absolvierte für Partizan Partien in der Qualifikation zur UEFA Champions League 2015/16 und in der UEFA Europa League 2015/16.
Am 29. Juli 2016 wechselte Lukić zum FC Turin in die italienische Serie A. Sein Debüt in der höchsten Spielklasse Italiens, gab er am 17. Oktober 2016, den 6. Spieltag. Beim 4:1-Auswärtserfolg gegen den US Palermo, kam er in der 84. Spielminute für Mirko Valdifiori in die Partie. Zur Saison 2017/2018 wurde Lukić in die spanische Primera División zu UD Levante verliehen. Sein aktueller Vertrag beim FC Turin läuft bis zum 30. Juni 2024.
Am 31. Januar wechselte Lukić zum FC Fulham in die englische Premier League.

### Nationalmannschaft
Für die serbischen Juniorenteams absolvierte Lukić eine Reihe an Freundschaftsspielen. Daneben nahm er an der U-21-Fußball-Europameisterschaft 2017 in Polen teil, wo er einen Einsatz verbuchen konnte. 2 Jahre später gehörte er auch zum Kader für die U-21-Fußball-Europameisterschaft 2019, schied jedoch mit Serbien bereits in der Gruppenphase aus.
Sein Debüt für die A-Nationalmannschaft gab er am 7. September beim UEFA-Nations-League-Spiel gegen Litauen. Bei diesem 1:0-Erfolg kam er in der 82. Spielminute für Nemanja Matic aufs Feld.

## Erfolge
- Serbischer Meister: 2014/15
- Serbischer Pokalsieger: 2015/16